# Pitthée
Pitthée (en grec ancien Πιτθεύς / Pittheús) est un personnage de la mythologie grecque.  
Fils de Pélops et d'Hippodamie, il est le frère d'Alcyone, des jumeaux Thyeste et Atrée, de Lysidice, de Sicyon, de Sciron, de Coprée, d'Alcathoos, de Nicippé, de Cléoné, d'Eurydice, d'Eurymède et de Trézène. Il est également le demi-frère de Chrysippe que son père avait eu avec la nymphe Danaïs.
Il est destiné à partager un royaume en Argolide avec son frère Trézène et avec le roi Aétios. Son frère et Aétios meurent laissant à Pitthée les villes d'Anthéia et de Hypéréia, qu'il réunit en une seule ville, Trézène. Interprétant un oracle indiquant que le fils du roi d'Athènes, Égée, sera un grand héros, Pitthée grise celui-ci et met sa fille Éthra dans ses bras. L'enfant ainsi conçu est le héros Thésée. Le fils de Thésée, Hippolyte est élevé par son arrière-grand-père et lui succède sur le trône de Trézène.